# شین ها کیون
شین ها-کیون (کره‌ای: 신하균؛ زادهٔ ۳۰ مه ۱۹۷۴) بازیگر اهل کره جنوبی است. او به خاطر ایفای نقش در مجموعه‌های تلویزیونی بیمارستان چونا (۲۰۱۱) و فراتر از شیطان (۲۰۲۱) و فیلم‌های منطقه امنیتی مشترک (۲۰۰۰)، همدردی با آقای انتقام (۲۰۰۲)، به دانگ مک گال خوش آمدید (۲۰۰۵) و امپراتوری شهوت (۲۰۱۵) شناخته می‌شود.

## زندگی‌نامه
شین‌ها کیون بازیگری که در سئول کره جنوبی در ۳۰ می ۱۹۷۴ متولد شده‌است، مدرک خود را از مؤسسه معتبر هنر سئول دریافت کرد. او قبل از مطرح شدن در سینما در تئاترهای بسیاری که در سطح شهر انجام می‌شد نقش آفرینی کرده بود. او در اولین فیلم معروف خود که در سال ۲۰۰۰ اکران شد، به نقش آفرینی در قالب یک سرباز کره شمالی پرداخت. سپس با بازی در فیلم‌ها و سریال‌های متعدد استعداد خود را نشان داد تا جایی که برای بازی در سریال مغز (بیمارستان چونا) که در آن نقش یک جراح مغز و اعصاب را بازی می‌کرد توانست در سال ۲۰۱۱ جایزه بزرگ جشنواره KBS Drama Awards را دریافت کند و تا به حال جوایز زیادی کسب نموده‌است. در وصف او کافی است بگوییم که بازیگری است که در نقش‌های بسیار متنوعی بازی کرده‌است و در بیشتر آن‌ها موفق بوده‌است.

## فیلم‌شناسی

### فیلم
- گوینده (۲۰۲۲)
- برادران جدا نشدنی (۲۰۱۹)
- شغل پرخطر (۲۰۱۹)
- باد باد باد (۲۰۱۸)
- دختر شرور (۲۰۱۷)
- اتاق شماره ۷ (۲۰۱۷)
- مسیر انحرافی (۲۰۱۶)
- امپراتوری شهوت (۲۰۱۵)
- مسابقه بزرگ (۲۰۱۴)
- فراری (۲۰۱۳)
- دزدان (۲۰۱۲)
- خط مقدم (۲۰۱۱)
- کافه مشکی (۲۰۱۰)
- جشنواره حیله باز (۲۰۱۰)
- پادشاه کوییز (۲۰۱۰)
- عطش (۲۰۰۹)
- بازی شیطان (۲۰۰۸)
- یک روز با پسرم (۲۰۰۷)
- بی رحمی برای خشن (۲۰۰۶)
- بزرگ صحنه (۲۰۰۵)
- به دانگ مک گال خوش آمدید (۲۰۰۵)
- بانوی انتقام (۲۰۰۵)
- برادرم (۲۰۰۴)
- مو (۲۰۰۴)
- مردی که به مریخ رفت (۲۰۰۳)
- نجات سیاره سبز (۲۰۰۳)
- مهمانی غافلگیری (۲۰۰۲)
- بدون شرح (۲۰۰۲)
- همدردی با آقای انتقام (۲۰۰۲)
- تفنگ و گفتگو (۲۰۰۲)
- منطقه امنیتی مشترک (۲۰۰۰)
- شاه پر (۲۰۰۰)
- بیرون آمدن (۲۰۰۰)
- جاسوسی (۱۹۹۹)
- اتفاقات (۱۹۹۸)

### مجموعه تلویزیونی
- آن سو / یوندر (۲۰۲۲)(TVING)
- تک شاخ (۲۰۲۲)(Coupang Play)
- فراتر از شیطان (۲۰۲۱)(jtbc)
- مکانیک روح (۲۰۲۰)(KBS2)
- کمتر از شیطان (۲۰۱۸–۲۰۱۹)(MBC)
- فلوت زن رنگارنگ (۲۰۱۶)(tvN)
- آقای بک(۲۰۱۴)(MBC)
- همه چیز دربارهٔ عشقم (۲۰۱۳)(SBS)
- بیمارستان چونا (۲۰۱۱–۲۰۱۲)(KBS2)
- خانه طلایی (۲۰۱۰)(tvN)
- انسان خوب (۲۰۰۳)(MBC)